# Gustavo De Simone
Gustavo De Simone (23 aprile 1948) è un ex calciatore uruguaiano, di ruolo difensore.

## Carriera
Con la Nazionale uruguaiana ha preso parte ai Mondiali 1974.

## Palmarès

### Allenatore

#### Competizioni nazionali
- Categoría Primera B: 1

Cucuta: 1996